# Critics' Choice Award al miglior attore non protagonista
Il Critics' Choice Award al miglior attore non protagonista (Critics' Choice Movie Award for Best Supporting Actor) è un premio cinematografico assegnato annualmente nel corso dei Critics' Choice Awards (in precedenza noti anche come Critics' Choice Movie Awards). 

## Vincitori e candidati
I vincitori sono indicati in grassetto.

### Anni 1990
- 1996
  - Kevin Spacey
  - Ed Harris
- 1997: Cuba Gooding Jr. - Jerry Maguire (Jerry Maguire)
- 1998: Anthony Hopkins - Amistad (Amistad)
- 1999: Billy Bob Thornton - Soldi sporchi (A Simple Plan) e I colori della vittoria (Primary Colors)
- 2000: Michael Clarke Duncan - Il miglio verde (The Green Mile)

### Anni 2000
- 2001: Joaquin Phoenix - Il gladiatore (Gladiator), The Yards (The Yards) e Quills - La penna dello scandalo (Quills)
- 2002
  - Ben Kingsley - Sexy Beast - L'ultimo colpo della bestia (Sexy Beast)
  - Jon Voight - Alì (Ali)
  - Jim Broadbent - Iris - Un amore vero (Iris)
- 2003
  - Chris Cooper - Il ladro di orchidee (Adaptation.)
  - Alfred Molina - Frida (Frida)
  - Paul Newman - Era mio padre (Road to Perdition)
- 2004
  - Tim Robbins - Mystic River (Mystic River)
  - Alec Baldwin - The Cooler (The Cooler)
  - Paul Bettany - Master and Commander - Sfida ai confini del mare (Master and Commander: The Far Side of the World)
  - Benicio del Toro - 21 grammi (21 Grams)
  - Ken Watanabe - L'ultimo samurai (The Last Samurai)
- 2005
  - Thomas Haden Church - Sideways - In viaggio con Jack (Sideways)
  - Jamie Foxx - Collateral
  - Morgan Freeman - Million Dollar Baby (Million Dollar Baby)
  - Clive Owen - Closer (Closer)
  - Peter Sarsgaard - Kinsey (Kinsey)
- 2006
  - Paul Giamatti - Cinderella Man - Una ragione per lottare (Cinderella Man)
  - George Clooney - Syriana (Syriana)
  - Kevin Costner - Litigi d'amore (The Upside of Anger)
  - Matt Dillon - Crash - Contatto fisico (Crash)
  - Jake Gyllenhaal - I segreti di Brokeback Mountain (Brokeback Mountain)
  - Terrence Howard - Crash - Contatto fisico (Crash)
- 2007
  - Eddie Murphy - Dreamgirls (Dreamgirls)
  - Ben Affleck - Hollywoodland (Hollywoodland)
  - Alan Arkin - Little Miss Sunshine (Little Miss Sunshine)
  - Adam Beach - Flags of Our Fathers (Flags of Our Fathers)
  - Djimon Hounsou - Blood Diamond - Diamanti di sangue (Blood Diamond)
  - Jack Nicholson - The Departed - Il bene e il male (The Departed)
- 2008
  - Javier Bardem - Non è un paese per vecchi (No Country for Old Men)
  - Casey Affleck - L'assassinio di Jesse James per mano del codardo Robert Ford (The Assassination of Jesse James by the Coward Robert Ford)
  - Philip Seymour Hoffman - La guerra di Charlie Wilson (Charlie Wilson's War)
  - Hal Holbrook - Into the Wild - Nelle terre selvagge (Into the Wild)
  - Tom Wilkinson - Michael Clayton (Michael Clayton)
- 2009
  - Heath Ledger - Il cavaliere oscuro (The Dark Knight)
  - Josh Brolin - Milk (Milk)
  - Robert Downey Jr. - Tropic Thunder (Tropic Thunder)
  - Philip Seymour Hoffman - Il dubbio (Doubt)
  - James Franco - Milk (Milk)
- 2010
  - Christoph Waltz - Bastardi senza gloria (Inglourious Basterds)
  - Matt Damon - Invictus - L'invincibile (Invictus)
  - Woody Harrelson - Oltre le regole - The Messenger (The Messenger)
  - Christian McKay - Me and Orson Welles (Me and Orson Welles)
  - Alfred Molina - An Education (An Education)
  - Stanley Tucci - Amabili resti (The Lovely Bones)

### Anni 2010
- 2011
  - Christian Bale - The Fighter
  - Andrew Garfield - The Social Network
  - Jeremy Renner - The Town
  - Sam Rockwell - Conviction
  - Mark Ruffalo - I ragazzi stanno bene (The Kids Are All Right)
  - Geoffrey Rush - Il discorso del re (The King's Speech)
- 2012
  - Christopher Plummer - Beginners
  - Kenneth Branagh - Marilyn (My Week with Marilyn)
  - Albert Brooks - Drive
  - Nick Nolte - Warrior
  - Patton Oswalt - Young Adult
  - Andy Serkis - L'alba del pianeta delle scimmie (Rise of the Planet of the Apes)
- 2013
  - Philip Seymour Hoffman - The Master
  - Alan Arkin - Argo
  - Javier Bardem - Skyfall
  - Robert De Niro - Il lato positivo - Silver Linings Playbook (Silver Linings Playbook)
  - Tommy Lee Jones - Lincoln
  - Matthew McConaughey - Magic Mike
- 2014
  - Jared Leto - Dallas Buyers Club
  - Barkhad Abdi - Captain Phillips - Attacco in mare aperto (Captain Phillips)
  - Daniel Brühl - Rush
  - Bradley Cooper - American Hustle - L'apparenza inganna (American Hustle)
  - Michael Fassbender - 12 anni schiavo (12 Years a Slave)
  - James Gandolfini - Non dico altro (Enough Said)
- 2015
  - J. K. Simmons - Whiplash
  - Josh Brolin - Vizio di forma (Inherent Vice)
  - Robert Duvall - The Judge
  - Ethan Hawke - Boyhood
  - Edward Norton - Birdman
  - Mark Ruffalo - Foxcatcher - Una storia americana (Foxcatcher)
- 2016 (Gennaio)
  - Sylvester Stallone - Creed - Nato per combattere (Creed)
  - Paul Dano - Love & Mercy
  - Tom Hardy - Revenant - Redivivo (The Revenant)
  - Mark Ruffalo - Il caso Spotlight (Spotlight)
  - Mark Rylance - Il ponte delle spie (Bridge of Spies)
  - Michael Shannon - 99 Homes
- 2016 (Dicembre)
  - Mahershala Ali - Moonlight
  - Jeff Bridges - Hell or High Water
  - Ben Foster - Hell or High Water
  - Lucas Hedges - Manchester by the Sea
  - Dev Patel - Lion - La strada verso casa (Lion)
  - Michael Shannon - Animali notturni (Nocturnal Animals)
- 2018
  - Sam Rockwell - Tre manifesti a Ebbing, Missouri (Three Billboards Outside Ebbing, Missouri)
  - Willem Dafoe - Un sogno chiamato Florida (The Florida Project)
  - Armie Hammer - Chiamami col tuo nome (Call Me by Your Name)
  - Richard Jenkins - La forma dell'acqua - The Shape of Water (The Shape of Water)
  - Patrick Stewart - Logan: The Wolverine (Logan)
  - Michael Stuhlbarg - Chiamami col tuo nome (Call Me by Your Name)
- 2019
  - Mahershala Ali - Green Book
  - Timothée Chalamet - Beautiful Boy
  - Adam Driver - BlacKkKlansman
  - Sam Elliott - A Star Is Born
  - Richard E. Grant - Copia originale (Can You Ever Forgive Me?)
  - Michael B. Jordan - Black Panther

### Anni 2020
- 2020
  - Brad Pitt - C'era una volta a... Hollywood (Once Upon a Time... in Hollywood)
  - Willem Dafoe - The Lighthouse
  - Tom Hanks - Un amico straordinario (A Beautiful Day in the Neighborhood)
  - Anthony Hopkins - I due papi (The Two Popes)
  - Al Pacino - The Irishman
  - Joe Pesci - The Irishman
- 2021
  - Daniel Kaluuya - Judas and the Black Messiah
  - Sacha Baron Cohen - Il processo ai Chicago 7 (The Trial of the Chicago 7)
  - Chadwick Boseman - Da 5 Bloods - Come fratelli (Da 5 Bloods)
  - Bill Murray - On the Rocks
  - Leslie Odom Jr. - Quella notte a Miami... (One night in Miami...)
  - Paul Raci - Sound of Metal
- 2023
  - Ke Huy Quan - Everything Everywhere All at Once
  - Paul Dano - The Fabelmans
  - Brendan Gleeson - Gli spiriti dell'isola (The Banshees of Inisherin)
  - Brian Tyree Henry - Causeway
  - Judd Hirsch - The Fabelmans
  - Barry Keoghan - Gli spiriti dell'isola (The Banshees of Inisherin)
- 2024[1][2]
  - Robert Downey Jr. - Oppenheimer
  - Sterling K. Brown - American Fiction
  - Robert De Niro - Killers of the Flower Moon
  - Ryan Gosling - Barbie
  - Charles Melton - May December
  - Mark Ruffalo - Povere creature! (Poor Things)

- 2025[3][4]
  - Kieran Culkin – A Real Pain
  - Jurij Borisov – Anora
  - Clarence Maclin – Sing Sing
  - Edward Norton – A Complete Unknown
  - Guy Pearce – The Brutalist
  - Denzel Washington – Il gladiatore II (Gladiator II)

## Statistiche e record
Nessun attore, tranne Philip Seymour Hoffman, ha ricevuto più di una volta questo riconoscimento.

### Confronto con gli Oscar
La categoria condivide con i Premi Oscar 6 vittorie su 14 (i riconoscimenti si trovano in accordo negli anni 1995, 1996, 2002, 2003 2007, 2008, 2020, 2021 e 2023).